# Syahrini
Rini Fatimah Zaelani (née le 1er août 1980), connue sous le nom de Syahrini, est une chanteuse et actrice indonésienne.
En 2018, elle fête ses 10 ans de carrière avec le spectacle Journey of Princess Syahrini.

## Discographie
- 2008 : My Lovely
- 2012 : Semua Karena Cinta

## Filmographie
- 2008 : Basahhh... : Maya
- 2009 : The Maling Kuburans : Ayu
- 2011 : Baik-Baik Sayang : elle-même (caméo)